# Liptovský Hrádok (hrad)
Hrad Liptovský Hrádok (též Hrádok nebo Nový hrad) je zřícenina vodního hradu na území Slovenska. Nachází se na malé vápencové skále u řeky Belá v severní části města Liptovský Hrádok. První písemná zmínka o hradu Wywar pochází z roku 1341. Stavebně je propojen se zámečkem a v současnosti rekonstruovaná památka je v soukromém vlastnictví.

## Počátky Hradu
Gotický kamenný hrad dal na horním Liptově postavit tehdejší zvolenský župan Donč po roce 1314. Skála, na které hrad stojí, byla obklopená vodním příkopem a jeho úkolem bylo střežit důležitou křižovatku cest Spišské cesty a cesty Magna via, neboli Jantarové cesty. Původně královský hrad dal v roce 1399 král Zikmund Lucemburský do zprávy M. Gorjanskému, ale již v roce 1433 ho obsadili husité, po nich Jiskrovi vojáci a od té doby již často měnil majitele. Dlouho byl hrad v rozvalinách, dokud ho nezískal Valentýn Balaša se svým bratrem.

## Velké rekonstrukce hradu
Hrad měl původně jen jedno křídlo orientované ve směru západ–východ. Typický příklad dvouvěžové dispozice hradu. Za hlavní věží typu donjon bylo přistavěno v polovině 15. století nové křídlo, které bylo ještě v letech 1774–1775 kryto stylovou mansardovou střechou. V letech 1574–1579 probíhala velká rekonstrukce hradu za vlády Valentýna a Zikmunda Balašy. Hrad přestavěli od základů a dostavěli mnohé hospodářské budovy. Z doby jejich panování pochází první zmínka o Romech v panství. Vyráběli železné výrobky pro potřeby panství.

## 17.–18. století
V roce 1600 hrad získala Magdaléna Zaiová, která přestavěla hrad a dostavěla renesanční zámek. Zámek měl dvě křídla a v místě staršího paláce se spojoval s hradem. Po smrti Mikuláše Šándorfiho přestavěla i hrad v renesančním stylu. Během protihabsburského povstání zde byla uložena svatoštěpánská královská koruna, z čehož plyne, že hrad byl dobře chráněným a bezpečným místem. V tomto období tvořil důležitý opěrný bod císařského vojska. Po bitvě s povstalci v roce 1709 zůstal silně poškozen, zejména jeho stará část. V roce 1721 Hrádok získal rod Lichtenštejnů, kteří se výstavbou mlýna, pivovaru, solného skladu i vodní pily zasloužili o rozvoj areálu i okolí. Posledním soukromým majitelem byl Emanuel z Lichtenštejna, který hrad prodal královské komoře.

## Pozdní romantismus a moderní doba
Na počátku 19. století hrad postihla katastrofa, když v roce 1803 vyhořel. Shořel celý téměř do základů. Od té doby byl v ruinách. Královská komora opravila jen zámek u hradu, který postavila M. Zaiová v roce 1603. Byl zde zřízen i okresní soud a věznice. Ty zde byly až do roku 1930. Později, když byl zrušen soud, věznice zde zůstala a byla umístěna v bývalém hradním sklepě a mučírně, kterou také postavila M. Zaiová v roce 1603 při velké přestavbě hradu.
V roce 1932 byly některé části hradu konzervovány. V roce 1960 bylo v prostorách zámku zřízeno národopisné muzeum, které mělo nainstalovaných pouze dvanáct místností. V roce 1990 bylo muzeum přestěhováno do bývalého Solného skladu Uherské královské komory poblíž řeky Váhu a zámek zůstal neobydlený. V roce 2001 hrad i zámek od města a státu koupila Dagmar Machová, která v zámku zřídila luxusní hotel a v současnosti zdárně renovuje a revitalizuje i hradní zříceninu.